# César pro nejlepší herečku ve vedlejší roli
César pro nejlepší herečku ve vedlejší roli je jedna z kategorií francouzské filmové ceny César. Kategorie existuje od vzniku ceny v roce 1976.

## Vítězové a nominovaní

### 70. léta
- 1976: Marie-France Pisier jako Régina ve filmu Vzpomínky na Francii (Souvenirs d'en France) a jako Karine ve filmu Bratranec a sestřenice (Cousin, cousine)
  - Isabelle Huppertová jako Aloïse mladší ve filmu Aloïse (Aloïse)
  - Andréa Ferréol jako paní Licquois ve filmu Les Galettes de Pont-Aven (Les Galettes de Pont-Aven)
  - Christine Pascal jako Emilie ve filmu Ať začne slavnost... (Que la fête commence…)

- 1977: Marie-France Pisier jako Nelly ve filmu Barocco (Barocco)
  - Brigitte Fossey jako Dominique Blanchot ve filmu Dobrák a zlí lidé (Le Bon et les Méchants)
  - Francine Racette jako Julienne ve filmu Lumière (Lumière)
  - Anny Duperey jako Charlotte ve filmu Záletník (Un éléphant ça trompe énormément)

- 1978: Marie Duboisová jako Dominique Montlaur ve filmu Hrozba (La Menace)
  - Florence Giorgetti jako Marylène Torrent ve filmu Krajkářka (La Dentellière)
  - Nelly Borgeaud jako Delphine Grezel ve filmu Muž, který měl rád ženy (L'Homme qui aimait les femmes)
  - Genevieve Fontanel jako Hélène ve filmu Muž, který měl rád ženy (L'Homme qui aimait les femmes)
  - Valérie Mairesse jako Esther ve filmu Repérages (Repérages)

- 1979: Stéphane Audranová jako Germaine Nozière ve filmu Violette Nozière (Violette Nozière)
  - Nelly Borgeaud jako Hilda Courtois ve filmu Cukr (Le Sucre)
  - Arlette Bonnard jako Gabrielle ve filmu Docela obyčejný příběh (Une histoire simple)
  - Éva Darlan jako Anna ve filmu Docela obyčejný příběh (Une histoire simple)

### 80. léta
- 1980: Nicole Garcia jako Marie-France ve filmu Sukničkář (Le Cavaleur)
  - Dominique Lavanant jako Mathilda ve filmu Odvahu a nohy na ramena (Courage fuyons)
  - Maria Schneiderová jako Maloup ve filmu La Dérobade (La Dérobade)
  - Myriam Boyer jako Jeanne ve filmu Černá řada (Série noire)

- 1981: Nathalie Baye jako Denise Rimbaud ve filmu Zachraň si, kdo můžeš (život) (Sauve qui peut (la vie))
  - Delphine Seyrig jako Yvette ve filmu Drahá neznámá (Chère inconnue)
  - Andréa Ferréol jako Arlette Guillaume ve filmu Poslední metro (Le Dernier Métro)
  - Claire Maurier jako Madeleine ve filmu Špatný syn (Un mauvais fils)

- 1982: Nathalie Baye jako Nina Coline ve filmu Zvláštní případ (Une étrange affaire)
  - Stéphane Audranová jako Huguette Cordier ve filmu Čistka (Coup de torchon)
  - Sabine Haudepin jako Élise Tisserand ve filmu Hasnoucí den (Hôtel des Amériques)
  - Veronique Silver jako Odile Jouve ve filmu Žena od vedle (La Femme d'à côté)

- 1983: Fanny Cottençonová jako Sylvie Baron ve filmu Hvězda severu (L'Étoile du Nord)
  - Denise Grey jako Poupette ve filmu Večírek 2 (La Boum 2)
  - Stéphane Audranová jako Odile ve filmu Paradis pour tous (Paradis pour tous)
  - Danielle Darrieuxová jako Margot Langlois ve filmu Jeden pokoj ve městě (Une chambre en ville)

- 1984: Suzanne Flon jako Cognata ve filmu Vražedné léto (L'Été meurtrier)
  - Victoria Abrilová jako Bella ve filmu Měsíc v kanálu (La Lune dans le caniveau)
  - Sabine Azéma jako Élisabeth Rousseau ve filmu Život je román (La vie est un roman)
  - Stéphane Audranová jako Germaine ve filmu Zhoubné pátrání (Mortelle Randonnée)
  - Agnès Soral jako Lola ve filmu Ahoj, tajtrlíku! (Tchao Pantin)

- 1985: Caroline Cellier jako Claude ve filmu L'Année des méduses (L'Année des méduses)
  - Élizabeth Bourgine jako Laura ve filmu Sedmý terč (La Septième Cible)
  - Maruschka Detmers jako Carole ve filmu La Pirate (La Pirate)
  - Victoria Abrilová jako Patty ve filmu Zúčtování (L'Addition)
  - Carole Bouquet jako Babée Senanques ve filmu Pravý břeh, levý břeh (Rive droite, rive gauche)

- 1986: Bernadette Lafont jako Léone ve filmu L'Effrontée (L'Effrontée)
  - Catherine Frot jako Béatrice ve filmu Escalier C (Escalier C)
  - Anémone jako Edwige Ledieu ve filmu Péril en la demeure (Péril en la demeure)
  - Macha Méril jako paní Landier ve filmu Bez střechy a bez zákona (Sans toit ni loi)
  - Dominique Lavanant jako paní Rapons ve filmu Tři muži a nemluvně (Trois hommes et un couffin)

- 1987: Emmanuelle Béart jako Manon ve filmu Manon od pramene (Manon des sources)
  - Clémentine Célarié jako Annie ve filmu Betty Blue (37°2 le matin)
  - Marie Duboisová jako Lucette ve filmu Sestup do pekel (Descente aux enfers)
  - Danielle Darrieuxová jako babička ve filmu Místo zločinu (Le Lieu du crime)
  - Jeanne Moreau jako bytná ve filmu Le Paltoquet (Le Paltoquet)

- 1988: Dominique Lavanant jako Catherine „Karen“ Dariller ve filmu Agent trouble (Agent trouble)
  - Anna Karina jako Lola ve filmu Cayenne Palace (Cayenne Palace)
  - Marie Laforêtová jako Lotte ve filmu Fucking Fernand (Fucking Fernand)
  - Sylvie Joly za rolí paní Fox Terrier ve filmu Zázrakem uzdravený (Le Miraculé)
  - Bernadette Lafont jako Patricie Marquet ve filmu Masky (Masques)

- 1989: Hélène Vincent jako Marielle Le Quesnoy ve filmu La vie est un long fleuve tranquille (La vie est un long fleuve tranquille)
  - Maria Casarès jako generálova vdova ve filmu Předčitatelka (La Lectrice)
  - Dominique Lavanant jako Irène Fonfrin ve filmu Několik dní se mnou (Quelques jours avec moi)
  - Françoise Fabian jako Marie-Hélène ve filmu Tři vstupenky na 26. (Trois places pour le 26)
  - Marie Trintignantová jako Lucie ve filmu Ženská záležitost (Une affaire de femmes)

### 90. léta
- 1990: Suzanne Flon jako Louise Muselier ve filmu La Vouivre (La Vouivre)
  - Sabine Haudepin jako Jeanne ve filmu Force majeure (Force majeure)
  - Micheline Presle jako Isabelle Gauthier ve filmu Chci domů (I Want to Go Home)
  - Ludmila Mikaël jako Catherine Hainaut ve filmu Sňatek bez domova (Noce blanche)
  - Clémentine Célarié jako Française à Goa ve filmu Indické nokturno (Nocturne indien)

- 1991: Dominique Blancová jako Claire ve filmu Milou v máji (Milou en mai)
  - Odette Laure jako Miche ve filmu Čas nostalgie (Daddy nostalgie)
  - Thérèse Liotard jako teta Rose ve filmech Tatínkova sláva (La Gloire de mon père) a Maminčin zámek (Le Château de ma mère)
  - Catherine Jacob jako Catherine Billard ve filmu Tatie Danielle (Tatie Danielle)
  - Danièle Lebrun jako paní Archambaud ve filmu Uranus (Uranus)

- 1992: Anne Brochet jako Madeleine ve filmu Všechna jitra světa (Tous les matins du monde)
  - Hélène Vincent jako Évelyne ve filmu Nelíbám (J'embrasse pas)
  - Jane Birkinová jako Liz ve filmu Krásná hašteřilka (La Belle Noiseuse)
  - Catherine Jacob jako Évangeline Pelleveau ve filmu Děkuji, živote (Merci la vie)
  - Valérie Lemercierová jako Marie-Laurence Granianski ve filmu Operace Corned-Beef (L'Opération Corned-Beef)

- 1993: Dominique Blancová jako Yvette ve filmu Indočína (Indochine)
  - Michèle Laroque jako Martine ve filmu Krize (La Crise)
  - Maria Pacôme jako Viktorova matka ve filmu Krize (La Crise)
  - Zabou Breitman jako Isabelle ve filmu Krize (La Crise)
  - Brigitte Catillon jako Régine ve filmu Srdce v zimě (Un cœur en hiver)

- 1994: Valérie Lemercierová jako Frénégonde de Pouille / Béatrice Goulard de Montmirail ve filmu Návštěvníci (Les Visiteurs)
  - Judith Henry jako Catherine Maheu ve filmu Germinal (Germinal)
  - Marie Trintignantová jako Lucie ve filmu Svišti (Les Marmottes)
  - Marthe Villalonga jako Berthe ve filmu Mé oblíbené období (Ma saison préférée)
  - Myriam Boyer jako Daniela Laspada ve filmu Cukr, káva, limonáda (Un, deux, trois, soleil)

- 1995: Virna Lisi jako Kateřina Medicejská ve filmu Královna Margot (La Reine Margot)
  - Line Renaud jako Ninon ve filmu Nechce se mi spát (J'ai pas sommeil)
  - Dominique Blancová jako Henrietta Klévská ve filmu Královna Margot (La Reine Margot)
  - Arielle Dombasle jako Charlotte ve filmu Malý indián ve městě (Un Indien dans la ville)
  - Michèle Moretti jako paní Alvarez ve filmu Divoké rákosí (Les Roseaux sauvages)
  - Catherine Jacob jako Dominique ve filmu Devět měsíců (Neuf mois)

- 1996: Annie Girardotová jako paní Thénardierová ve filmu Bídníci 20. století (Les Misérables)'
  - Clotilde Courau jako Solange ve filmu Elisa (Élisa)
  - Jacqueline Bisset jako Catherine ve filmu Slavnost (La Cérémonie)
  - Carmen Maura jako Dolores Thivart ve filmu Le bonheur est dans le pré (Le bonheur est dans le pré)
  - Claire Nadeau jako Jacqueline ve filmu Nelly a pan Arnaud (Nelly et Monsieur Arnaud)

- 1997: Catherine Frot jako Yolande Ménard ve filmu Rodinný průvan (Un air de famille)
  - Valeria Bruni Tedeschiová jako Sanguine ve filmu Můj pasák (Mon homme)
  - Michèle Laroque jako Marie Hagutte ve filmu Někdo to rád holky (Pédale douce)
  - Agnès Jaoui jako Betty Ménard ve filmu Rodinný průvan (Un air de famille)
  - Sandrine Kiberlainová jako Yvette ve filmu Falešný hrdina (Un héros très discret)

- 1998: Agnès Jaoui jako Camille ve filmu Stará známá písnička (On connaît la chanson)
  - Marie Trintignantová jako soudkyně Lambertová ve filmu Udavač (Le Cousin)
  - Karin Viardová jako Coralie ve filmu Les Randonneurs (Les Randonneurs)
  - Pascale Roberts jako Caroline ve filmu Marius et Jeannette (Marius et Jeannette)
  - Mathilde Seigner jako Marilyn ve filmu Nettoyage à sec (Nettoyage à sec)

- 1999: Dominique Blancová jako Catherine ve filmu Všichni, kdo mě mají rádi, pojedou vlakem (Ceux qui m'aiment prendront le train)
  - Anémone jako komtesy Adèle de Toulouse-Lautrec ve filmu Lautrec (Lautrec)
  - Catherine Frot jako Marlène Sasseur ve filmu Blbec k večeři (Le Dîner de cons)
  - Arielle Dombasle jako Sophie ve filmu L'Ennui (L'Ennui)
  - Emmanuelle Seignerová jako Nathalie ve filmu Place Vendôme – Svět diamantů (Place Vendôme)

### 0. léta
- 2000: Charlotte Gainsbourgová jako Mila Roman ve filmu Pusa (La Bûche)
  - Line Renaud jako Nicou ve filmu Tchyně (Belle-maman)
  - Catherine Mouchet jako Lucie ve filmu Můj malý podnik (Ma petite entreprise)
  - Mathilde Seigner jako Samantha ve filmu Venuše, salon krásy (Vénus beauté (institut))
  - Bulle Ogier jako paní Ogier ve filmu Venuše, salon krásy (Vénus beauté (institut))

- 2001: Anne Alvaro jako Clara Devaux ve filmu Někdo to rád jinak (Le Goût des autres)
  - Jeanne Balibarová jako Élisabeth ve filmu Zítra bude líp (Ça ira mieux demain)
  - Mathilde Seigner jako Claire ve filmu Harry to s vámi myslí dobře (Harry, un ami qui vous veut du bien)
  - Agnès Jaoui jako Manie ve filmu Někdo to rád jinak (Le Goût des autres)
  - Florence Thomassin jako Béatrice ve filmu V zajetí chuti (Une affaire de goût)

- 2002: Annie Girardotová jako matka Eriky ve filmu Pianistka (La Pianiste)
  - Nicole Garcia jako Margot Fisher ve filmu Betty Fisherová a další příběhy (Betty Fisher et autres histoires)
  - Line Renaud jako babička ve filmu Chaos (Chaos)
  - Isabelle Nanty jako Georgette ve filmu Amélie z Montmartru (Le Fabuleux Destin d'Amélie Poulain)
  - Noémie Lvovsky jako Nathalie ve filmu Má žena je herečka (Ma femme est une actrice)

- 2003: Karin Viardová jako Véronique ve filmu Líbejte se, s kým je libo (Embrassez qui vous voudrez)
  - Danielle Darrieuxová jako babička ve filmu 8 žen (Huit Femmes)
  - Dominique Blancová jako Édith ve filmu To nám ještě scházelo! (C'est le bouquet !)
  - Emmanuelle Devosová jako Marianne ve filmu Nepřítel (L'Adversaire)
  - Judith Godrèche jako Anne-Sophie ve filmu Erasmus a spol. (L'Auberge espagnole)

- 2004: Julie Depardieu jako Jeanne-Marie ve filmu La Petite Lili (La Petite Lili)
  - Judith Godrèche jako Estelle ve filmu France Boutique (France Boutique)
  - Géraldine Pailhas jako Héléna ve filmu Cena života (Le Coût de la vie)
  - Isabelle Nanty jako Arlette Poumaillac ve filmu Na ústa ne (Pas sur la bouche)
  - Ludivine Sagnier jako Julie ve filmu Bazén (Swimming Pool)

- 2005: Marion Cotillard jako Tina Lombardi ve filmu Příliš dlouhé zásnuby (Un long dimanche de fiançailles)
  - Mylène Demongeotová jako Manou Berliner ve filmu Válka policajtů (36 quai des Orfèvres)
  - Ariane Ascarideová jako paní Mélikian ve filmu Brodeuses (Brodeuses)
  - Émilie Dequenneová jako Brigitte ve filmu Strážce majáku (L'Équipier)
  - Julie Depardieu jako Véro ve filmu Superstar (Podium)

- 2006: Cécile de France jako Isabelle ve filmu Erasmus 2 (Les Poupées russes)
  - Noémie Lvovsky jako Juliette ve filmu Backstage (Backstage)
  - Charlotte Rampling jako Alice Pollock ve filmu Lumík (Lemming)
  - Kelly Reilly jako Wendy ve filmu Erasmus 2 (Les Poupées russes)
  - Catherine Deneuve jako Eugénia ve filmu Taková normální královská rodinka (Palais Royal !)

- 2007: Valérie Lemercierová jako Catherine Versen ve filmu Sedadla v parteru (Fauteuils d'orchestre)
  - Dani jako Claudie ve filmu Sedadla v parteru (Fauteuils d'orchestre)
  - Mylène Demongeotová jako Katia ve filmu La Californie (La Californie)
  - Bernadette Lafont jako Geneviève Costa ve filmu Půjč mi svou ruku (Prête-moi ta main)
  - Christine Citti jako Michèle ve filmu Píseň pro tebe (Quand j'étais chanteur)

- 2008: Julie Depardieu jako Louise ve filmu Tajemství (Un secret)
  - Noémie Lvovsky jako Nathalie ve filmu Herečky (Actrices)
  - Bulle Ogier jako Geneviève ve filmu Tančit je lepší (Faut que ça danse !)
  - Sylvie Testudová jako Mômone ve filmu Edith Piaf (La Môme)
  - Ludivine Sagnier jako Hannah ve filmu Tajemství (Un secret)

- 2009: Elsa Zylberstein jako Léa ve filmu Tak dlouho tě miluji (Il y a longtemps que je t'aime)
  - Jeanne Balibarová jako Peggy Roche ve filmu Nehanebné lásky Françoise Sagan (Sagan)
  - Anne Consigny jako Élisabeth ve filmu Vánoční příběh (Un conte de Noël)
  - Édith Scob jako Hélène Berthier ve filmu Letní čas (L'Heure d'été)
  - Karin Viardová jako pekařka ve filmu Paříž (Paris)

### 10. léta
- 2010: Emmanuelle Devosová jako Stéphane ve filmu À l'origine (À l'origine)
  - Aure Atika jako Anne-Marie ve filmu Slečna Chambonová (Mademoiselle Chambon)
  - Anne Consigny jako Françoise Graff ve filmu Unesený (Rapt)
  - Audrey Dana jako Marion ve filmu Welcome (Welcome)
  - Noémie Lvovsky jako matka Hervého ve filmu Hezounci (Les Beaux Gosses)

- 2011: Anne Alvaro jako Louisa ve filmu Zvonění ledu (Le Bruit des glaçons)
  - Laetitia Casta jako Brigitte Bardotová ve filmu Serge Gainsbourg: Heroický život (Gainsbourg, vie héroïque)
  - Valérie Bonneton jako Véronique Cantary ve filmu Milosrdné lži (Les Petits Mouchoirs)
  - Julie Ferrierjako Mélanie ve filmu (K)lamač srdcí (L'Arnacœur)
  - Karin Viardová jako Nadège ve filmu Profesionální manželka (Potiche)

- 2012: Carmen Maura jako Concepción Ramírez ve filmu Ženy z šestého poschodí (Les Femmes du 6e étage)
  - Zabou Breitman jako Pauline ve filmu Ministr (L'Exercice de l'État)
  - Anne Le Ny jako Yvonne ve filmu Nedotknutelní (Intouchables)
  - Noémie Lvovsky jako Marie-France ve filmu Nevěstinec (L'Apollonide - Souvenirs de la maison close)
  - Karole Rocher jako Chrys ve filmu Polisse (Polisse)

- 2013: Valérie Benguigui jako Elisabeth ve filmu Jméno (Le Prénom)
  - Judith Chemla jako Josépha ve filmu Znovu zamilovaná (Camille redouble)
  - Isabelle Huppertová jako Eva ve filmu Láska (Amour)
  - Yolande Moreau jako matka Camille ve filmu Znovu zamilovaná (Camille redouble)
  - Édith Scob jako Céline ve filmu Holy Motors (Holy Motors)

- 2014: Adèle Haenel jako Marie ve filmu Suzanne (Suzanne)
  - Marisa Borini jako matka ve filmu Zámek v Itálii (Un château en Italie)
  - Françoise Fabian jako Babou ve filmu Kluci a Guillaume, ke stolu! (Les Garçons et Guillaume, à table !)
  - Julie Gayet jako Valérie Dumontheil ve filmu Zamini (Quai d'Orsay)
  - Géraldine Pailhas jako Sylvie ve filmu Jen 17 (Jeune et Jolie)

- 2015: Kristen Stewartová jako Valentine ve filmu Sils Maria (Sils Maria)
  - Marianne Denicourt jako doktorka Denormandy ve filmu Hippocrate (Hippocrate)
  - Claude Gensac jako Marthe ve filmu Lulu sama sebou (Lulu femme nue)
  - Izïa Higelin jako Manue ve filmu Samba (Samba)
  - Charlotte Le Bon jako Victoire Doutreleau ve filmu Yves Saint Laurent (Yves Saint Laurent)

- 2016: Sidse Babett Knudsenová jako Ditte Lorensen-Coteret ve filmu Talár (L'Hermine)
  - Sara Forestierová jako Séverine ve filmu Hlavu vzhůru! (La Tête haute)
  - Agnès Jaoui jako Laetitia ve filmu Sladký útěk (Comme un avion)
  - Noémie Lvovsky jako Monique ve filmu Léto (La Belle Saison)
  - Karin Viardová jako Pattie ve filmu 21 nuits avec Pattie (21 nuits avec Pattie)

- 2017: Déborah Lukumuena jako Maimouna ve filmu Božské (Divines)
  - Nathalie Baye jako Martine ve filmu Je to jen konec světa (Juste la fin du monde)
  - Valeria Bruni Tedeschiová jako Isabelle Van Peteghem ve filmu Líná zátoka (Ma loute)
  - Anne Consigny jako Anna ve filmu Elle (Elle)
  - Mélanie Thierry jako Gabrielle ve filmu Tanečnice (La Danseuse)

- 2018: Sara Giraudeau jako Pascale ve filmu Chovatel (Petit Paysan)
  - Laure Calamy jako Maud ve filmu Ava (Ava)
  - Anaïs Demoustierová jako Bérangère ve filmu La Villa (La Villa)
  - Adèle Haenel jako Sophie ve filmu 120 BPM (120 battements par minute)
  - Mélanie Thierry jako Pauline ve filmu Na shledanou tam nahoře (Au revoir là-haut)

- 2019: Karin Viardová jako Mado Le Nadant ve filmu Lechtání (Les Chatouilles)
  - Isabelle Adjaniová jako Danny ve filmu Svět je tvůj (Le Monde est à toi)
  - Leïla Bekhti jako Amanda ve filmu Utop se, nebo plav (Le Grand Bain)
  - Virginie Efira jako Delphine ve filmu Utop se, nebo plav (Le Grand Bain)
  - Audrey Tautou jako Agnès Parent ve filmu Potížista (En liberté !)

### 20. léta
- 2020: Fanny Ardant jako Marianne ve filmu Tenkrát podruhé (La Belle Époque)
  - Josiane Balasko jako Irène ve filmu Chvála Bohu (Grâce à Dieu)
  - Laure Calamy jako Alice Farange ve filmu Pouze zvěř (Seules les bêtes)
  - Sara Forestierová jako Marie Carpentier ve filmu Slitování (Roubaix, une lumière)
  - Hélène Vincent jako Hélène ve filmu Výjimeční (Hors normes)

- 2021: Émilie Dequenneová jako Louise ve filmu Milostné historky (Les Choses qu'on dit, les choses qu'on fait)
  - Valeria Bruni Tedeschiová jako paní Gormanová ve filmu Léto 85 (Été 85)
  - Fanny Ardant jako Caroline ve filmu ADN (ADN)
  - Noémie Lvovsky jako Marie-Thérèse ve filmu Jak býti dobrou ženou (La Bonne Épouse)
  - Yolande Moreau jako Gilberte Van der Beck ve filmu Jak býti dobrou ženou (La Bonne Épouse)

- 2022: Aissatou Diallo Sagna jako Kim ve filmu Bod zlomu (La Fracture)
  - Jeanne Balibarová jako markýza d'Espard ve filmu Ztracené iluze (Illusions perdues)
  - Cécile de France jako Marie-Louise-Anaïs de Bargeton ve filmu Ztracené iluze (Illusions perdues)
  - Adèle Exarchopoulos jako Agnès ve filmu Moucha v kufru (Mandibules)
  - Danielle Fichaud jako Sylvette ve filmu Hlas lásky (Aline)

- 2023: Noémie Merlantová jako Clémence Genièvre ve filmu Nevinný (L'Innocent)
  - Judith Chemla jako Meriem ve filmu Šesté dítě (Le Sixième Enfant)
  - Anaïs Demoustierová jako Inès ve filmu Novembre (Novembre)
  - Anouk Grinberg jako Sylvie Lefranc ve filmu  Nevinný (L'Innocent)
  - Lyna Khoudri jako Samia Khelouf ve filmu Novembre (Novembre)

- 2024: Adèle Exarchopoulos jako Chloé Delarme ve filmu Je verrai toujours vos visages (Je verrai toujours vos visages)
  - Leïla Bekhti jako Nawelle ve filmu Je verrai toujours vos visages (Je verrai toujours vos visages)
  - Galatéa Bellugi jako Elsa ve filmu Chien de la casse (Chien de la casse)
  - Élodie Bouchezová jako Judith ve filmu Je verrai toujours vos visages (Je verrai toujours vos visages)
  - Miou-Miou jako Sabine ve filmu Je verrai toujours vos visages (Je verrai toujours vos visages)

- 2025: Nina Meurisse jako zaměstnankyně úřadu pro uprchlíky ve filmu Sulejmanův příběh (L'Histoire de Souleymane)
  - Élodie Bouchezová jako Clotairova matka ve filmu Zběsilá láska (L'Amour ouf)
  - Anaïs Demoustierová jako Mercédès de Morcerf ve filmu Hrabě Monte Christo (Le Comte de Monte-Cristo)
  - Catherine Frot jako Martine Rigal ve filmu Pro smilování! (Miséricorde)
  - Sarah Suco jako Sabrina ve filmu Kapelo, hraj (En fanfare)